# 若菜珪
若菜 珪（わかな けい、1921年9月25日 - 1995年8月1日）は、日本の童画画家、イラストレーター、画家。埼玉県出身。男性。主に昭和時代を中心に活動。
多摩帝国美術学校（現・多摩美術大学）図案科(現・美術学部グラフィックデザイン学科)卒。主に児童文学、児童誌を中心に様々な挿絵を手掛けた。日本児童出版美術家連盟会員、日本国際児童図書評議会会員であった。
イラストレーターの若菜等は実の息子である。

## 作品
- 『音楽絵物語』（村田武雄、名曲堂） 1951[2]
- 『ジップジップと空とぶ円ばん』（スチーラー、那須辰造訳、講談社） 1957[3]
- 『イソップ絵物語』（イソップ、徳永寿美子文、偕成社） 1957[4]
- 『だれも知らない小さな国』（佐藤暁、講談社） 1959
- 『クリスマスの天使』（ウィギン、谷村まち子編著、偕成社） 1959[5]
- 『こぐまのまあちゃん』（中村美佐子・山尾清子文、ひかりのくに昭和出版株式会社） 1967 - 1968　：月刊絵本『ひかりのくに』裏表紙に所収[6][7][8][9][10][11][12][13]。
- 『お化け長屋』（小中太道編纂、講談社）1974[14]
- 『100ぴきのくまさん』（川崎大治作、株式会社ひさかたチャイルド）1977[15]
- 『月夜のめちゃらくちゃら』（上崎美恵子作、旺文社）1977[16]
- 『せんりのくつ』（大石真文、ひさかたチャイルド）1981[17][18]
- 『きつねにだまされて』（フレーベル館） 1982[19]

## 参考資料
- 『SF挿絵画家の時代』（大橋博之、本の雑誌社、p.50 - 53） 2012